# Sorsakivi
Sorsakivi är en klippa i Finland.   Den ligger i kommunen Fredrikshamn i den ekonomiska regionen  Kotka-Fredrikshamn  och landskapet Kymmenedalen, i den södra delen av landet, 140 km öster om huvudstaden Helsingfors.
Terrängen runt Sorsakivi är mycket platt. Havet är nära Sorsakivi åt sydväst.  Närmaste större samhälle är Fredrikshamn, 12,6 km nordväst om Sorsakivi. 